# 根特门 (里尔)
根特门（Porte de Gand）或马德琳门（porte de la Madeleine）是法国里尔的一座城门，建于1617年至1621年城市扩建期间。1929年列为法国历史遗迹。

## 历史
根特门是低地国家的总督阿尔布雷希特七世和伊莎貝爾·克拉拉·歐亨妮亞时期扩建城墙的结果，由石匠大师皮埃尔·劳尔和让·勒梅斯特于1620年左右开工建造，于1625年落成。1668年塞巴斯蒂安·勒普雷斯特·德·沃邦重新配置防御工事时，将其保留下来。最初命名为马格德琳门，大革命后更名为根特门。，这些防御工事只是用一些先进的工程加固了防御工事。

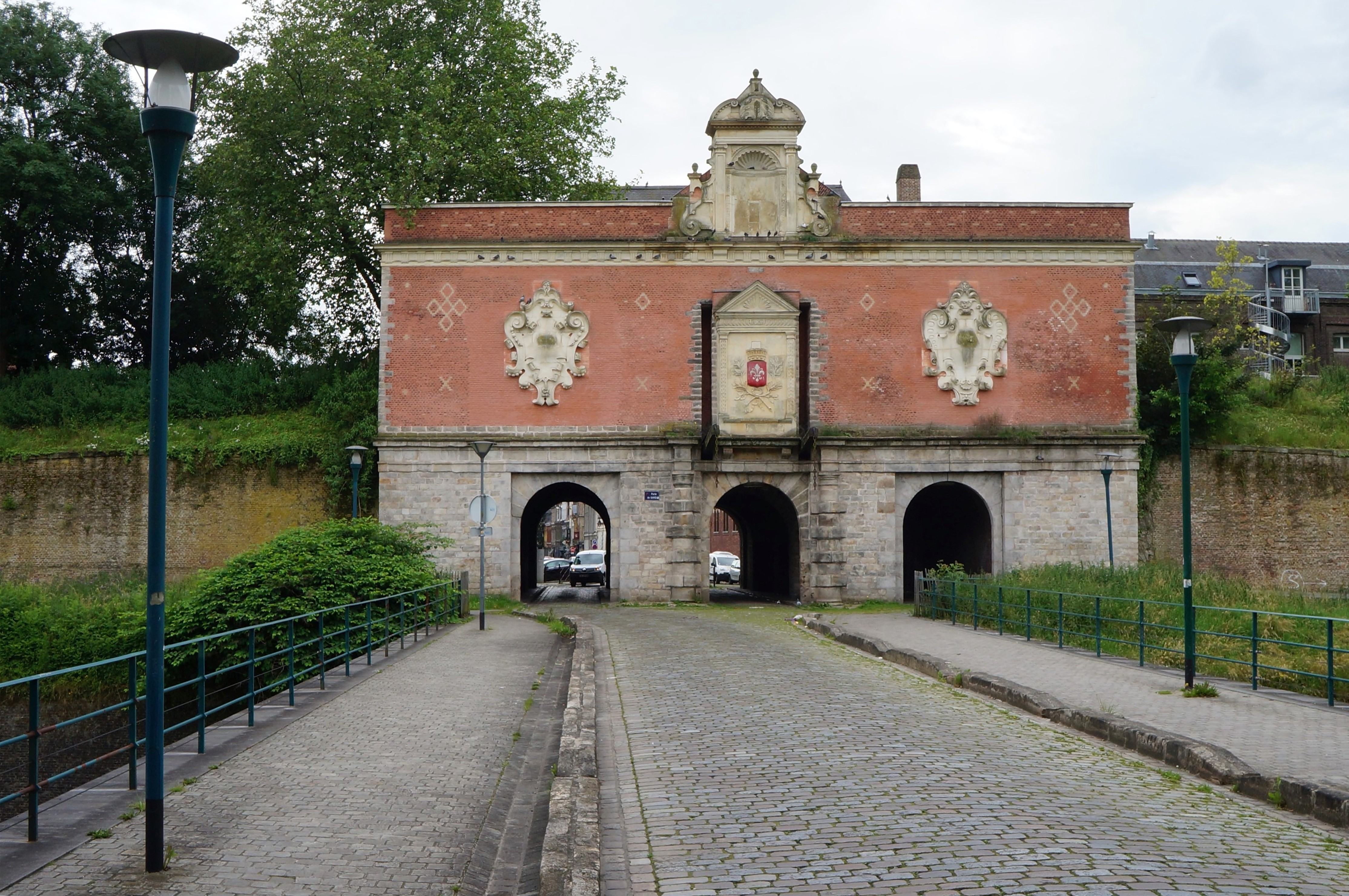

自1997年以来，此处开设美食餐厅"Les Remparts"。